# Фрідріх Андінг
Фрідріх Андінг (нім. Friedrich Anding; 26 червня 1915, Геттінген — 7 лютого 1996, Радеформвальд) — німецький офіцер, лейтенант резерву вермахту, гауптман резерву бундесверу. Кавалер Лицарського хреста Залізного хреста.

## Біографія
Андінг відзначився у бою 14-15 квітня 1945 року, коли його батальйон атакували численні британські танки. Він знищив 6 танків і 5 бронетранспортерів, за що був нагороджений Лицарським Хрестом Залізного хреста. Разом із Андінгом 8 травня 1945 року Лицарський Хрест Залізного хреста отримали ще 2 учасники бою — майор Густав Валле, який знищив 9 танків, і обер-єфрейтор Непомук Штюцле, який знищив 7 танків.
Після війни вступив на службу в бундесвер.

## Нагороди
- Залізний хрест
  - 2-го класу (1 червня 1940)
  - 1-го класу (1 березня 1942)
- Штурмовий піхотний знак в бронзі (1 квітня 1942)
- Медаль «За зимову кампанію на Сході 1941/42» (23 серпня 1942)
- Нагрудний знак ближнього бою в сріблі
- Німецький хрест в золоті
- Нагрудний знак «За поранення» в золоті (15 квітня 1945)
- 6 нарукавних знаків «За знищений танк» (3 знаки 1-го ступеня і 3 знаки 2-го ступеня) — всього знищив 18 ворожих танків.
- Лицарський хрест Залізного хреста (8 травня 1945) — як лейтенант резерву і ад'ютант протитанкового дивізіону «Велика Німеччина» панцергренадерської дивізії «Велика Німеччина».
- Німецький спортивний знак в золоті (1964)